# L'Express du Pacifique
L'Express du Pacifique était un journal canadien bimensuel, se présentant comme « le journal francophone de la Colombie-Britannique ». Sa publication a cessé en 2011.

## Concept
L'Express du Pacifique proposait en français des reportages et des articles d’intérêt public sur des sujets politiques, culturels et sociaux touchant la Colombie-Britannique.
Des employés à Vancouver et plusieurs pigistes à l’échelle de la province (et du pays) ont contribué à la réalisation du journal.

## Historique
Créé en 1998, le journal est d'abord sous la tutelle du Centre culturel francophone de Vancouver avant de devenir indépendant en avril 2002 avec la création d’une société à but non lucratif, la « Société de L’Express du Pacifique ».
L'Express du Pacifique était affilié à l'Association de la presse francophone qui regroupe des journaux canadiens de langue française à l'extérieur du Québec.
À la suite de problèmes financiers, le journal annonce l'arrêt de sa publication en novembre 2011.

## Diffusion
Vendu à 1,5 dollar canadien, L'Express du Pacifique était diffusé mi-2009 sur une base de 1 500 exemplaires dont environ 1 000 payés.
Il paraissait tous les quinze jours toute l'année, soit 26 numéros par an.